# Лаккадівське море
Лакка́дівське море (Лакшадвіп) — окраїнне море в Індійському океані, біля південно-західних берегів півострова Індостан.
На заході відокремлюється від Індійського океану ланцюгом Лаккадівських островів та островом Мінікой. На сході омиває береги Індії.
Площа моря становить 786 тис. км². Пересічна глибина — 1 929 м, хоча максимальна сягає 4 131 м.
Температура верхніх шарів води становить від 28 °C влітку до 25 °C взимку. Солоність води — від 34 ‰ на півночі та в центрі до 36 ‰ на півдні.
Дно узбережжя Індостану вкрите піском, глибоководні частини — вапняковим мулом. Численні коралові рифи.
Море є значним регіоном вилову риби, креветок та лангустів.
Головні порти — Мангалур, Кожикоде, Кочі, Коллам (Індія).

## Клімат
Більша частина акваторії моря лежить в субекваторіальному кліматичному поясі, лише південна частина в екваторіальному. Це зона мусонної циркуляції повітря — влітку вітри дмуть від екватора, а взимку до нього. Загалом переважають екваторіальні повітряні маси. Сезонні амплітуди температури повітря незначні. У літньо-осінній період часто формуються тропічні циклони, зволоження достатнє.

## Біологія
Акваторія моря утворює власний морський екорегіон Лаккадівське море західної індо-тихоокеанської зоогеографічної провінції. У зоогеографічному відношенні донна фауна континентального шельфу й острівних мілин до глибини 200 м відноситься до індо-західнопацифічної області тропічної зони.